# Krugeria ramosa
Krugeria ramosa är en spindeldjursart som beskrevs av Meyer 1979. Krugeria ramosa ingår i släktet Krugeria och familjen Tenuipalpidae. Inga underarter finns listade i Catalogue of Life.